# 近江八幡市
近江八幡市（日语：／ Ōmihachiman shi */?）是位於日本滋賀縣中部，琵琶湖東岸的城市，以近江商人及安土城而著名。轄區位於湖東平原，大部分區域皆為平地，雪野山等山岳零星分布在平原上，位於琵琶湖中的沖島為湖內的最大島嶼，也是有人居住的島嶼。
現在的主要市區過去是以16世紀末豐臣秀次所建的八幡山城城下町發展而成，此後發展為商業中心，並成為近江商人的代表地。八幡堀沿岸及日牟禮八幡宮現也已經被劃為重要傳統的建造物群保存地區，常成為歷史劇的取景場地日本最早引進曼秀雷敦並取得代理授權的近江兄弟社公司即成立於本地。

## 人口
| 近江八幡市人口分布圖 |                                                   |  |
| 近江八幡市與日本全國年齡別人口分布比較圖 （2005年資料） | 近江八幡市的年齡、男女別人口分布圖 （2005年資料） |  |
| ■紫色是近江八幡市 ■綠色是全国 | ■藍色是男性 ■紅色是女性                           |  |
| 近江八幡市人口變化 \| 1970年 \| 52,171人 \| \| \| 1975年 \| 60,087人 \| \| \| 1980年 \| 70,772人 \| \| \| 1985年 \| 74,617人 \| \| \| 1990年 \| 77,730人 \| \| \| 1995年 \| 79,488人 \| \| \| 2000年 \| 80,669人 \| \| \| 2005年 \| 80,610人 \| \| \| 2010年 \| 81,738人 \| \| \| 2015年 \| 81,312人 \| \| \| 2020年 \| 81,122人 \| \| |                                                   |  |
| 資料來源：日本總務省統計中心提供之人口普查數據 |                                                   |  |
| 1970年 | 52,171人                                          |  |
| 1975年 | 60,087人                                          |  |
| 1980年 | 70,772人                                          |  |
| 1985年 | 74,617人                                          |  |
| 1990年 | 77,730人                                          |  |
| 1995年 | 79,488人                                          |  |
| 2000年 | 80,669人                                          |  |
| 2005年 | 80,610人                                          |  |
| 2010年 | 81,738人                                          |  |
| 2015年 | 81,312人                                          |  |
| 2020年 | 81,122人                                          |  |

## 歷史
現在的近江八幡市轄區過去在令制國時代屬於近江國，大部分地區都屬於蒲生郡，僅南部部分地區屬於野洲郡；7世紀白江口之战後，部分百濟貴族流亡至日本，其中一隻由鬼室集斯帶領的約七百餘人曾被安置於此。
11世紀後成為近江守護六角氏的主要據點，並在15世紀建立觀音寺城；16世紀末織田信長消滅六角氏後，於1576年在安土山興建安土城作為居城，並持續以樂市樂座的政策發展成下町，但1582年安土城在本能寺之變後遭到焚毀。1585年取代織田信長的豐臣秀吉將本地封給豐臣秀次，豐臣秀次在八幡山興建八幡山城，同時在八幡山南部的平原區域建設城下町，並延續安土城下町的理念持續發展自由商業城是；1595年由於豐臣秀次遭到豐臣秀吉所殺，八幡山城受帶連帶影響遭到廢除。雖然失去了主城及領主，但八幡山城下町在江戶時代城為幕府直轄的領地後仍持續發展為商業中心。
在江戶時代大部分區域為幕府直屬領或是旗本領，由位於滋賀郡大津的大津奉行負責管理。19世紀末明治維新後，原先的幕府直屬領及旗本領先後改隸屬大津裁判所及大津縣，在1872年的府縣整併中後不久更名為滋賀縣。
1889年日本實施町村制，現在的近江八幡市轄區在當時分屬八幡町、岡山村、桐原村、宇津呂村、島村、金田村、安土村、老蘇村、武佐村、馬淵村、北里村共11個行政區劃；在1950年代，除了位於東部的安土村和老蘇村合併為安土町外，其餘區域合併為最初的近江八幡市。
2010年近江八幡市與安土町合併為新設立的近江八幡市。

### 變遷表
| 1889年4月1日 | 1889年 - 1912年 | 1912年 - 1944年         | 1945年 - 1954年         | 1945年 - 1954年                | 1955年 - 1989年                | 1989年 - 現在                  | 現在                           |
| ------------ | --------------- | ----------------------- | ----------------------- | ------------------------------ | ------------------------------ | ------------------------------ | ------------------------------ |
| 八幡町       | 八幡町          | 八幡町                  | 八幡町                  | 1954年3月31日 合併為近江八幡市 | 1954年3月31日 合併為近江八幡市 | 2010年3月21日 合併為近江八幡市 | 2010年3月21日 合併為近江八幡市 |
| 宇津呂村     | 宇津呂村        | 1933年3月3日 併入八幡町 | 八幡町                  | 1954年3月31日 合併為近江八幡市 | 1954年3月31日 合併為近江八幡市 | 2010年3月21日 合併為近江八幡市 | 2010年3月21日 合併為近江八幡市 |
| 島村         | 島村            | 島村                    | 1951年4月1日 併入八幡町 | 1954年3月31日 合併為近江八幡市 | 1954年3月31日 合併為近江八幡市 | 2010年3月21日 合併為近江八幡市 | 2010年3月21日 合併為近江八幡市 |
| 岡山村       |                 |                         |                         | 1954年3月31日 合併為近江八幡市 | 1954年3月31日 合併為近江八幡市 | 2010年3月21日 合併為近江八幡市 | 2010年3月21日 合併為近江八幡市 |
| 桐原村       |                 |                         |                         | 1954年3月31日 合併為近江八幡市 | 1954年3月31日 合併為近江八幡市 | 2010年3月21日 合併為近江八幡市 | 2010年3月21日 合併為近江八幡市 |
| 金田村       |                 |                         |                         | 1954年3月31日 合併為近江八幡市 | 1954年3月31日 合併為近江八幡市 | 2010年3月21日 合併為近江八幡市 | 2010年3月21日 合併為近江八幡市 |
| 馬淵村       |                 |                         |                         | 1954年3月31日 合併為近江八幡市 | 1954年3月31日 合併為近江八幡市 | 2010年3月21日 合併為近江八幡市 | 2010年3月21日 合併為近江八幡市 |
| 武佐村       | 武佐村          | 武佐村                  | 武佐村                  | 武佐村                         | 1958年2月1日 併入近江八幡市    | 2010年3月21日 合併為近江八幡市 | 2010年3月21日 合併為近江八幡市 |
| 安土村       | 安土村          | 安土村                  | 安土村                  | 1954年4月1日 合併為安土町      | 1954年4月1日 合併為安土町      | 2010年3月21日 合併為近江八幡市 | 2010年3月21日 合併為近江八幡市 |
| 老蘇村       |                 |                         |                         | 1954年4月1日 合併為安土町      | 1954年4月1日 合併為安土町      | 2010年3月21日 合併為近江八幡市 | 2010年3月21日 合併為近江八幡市 |

## 行政

### 歴任市長
| 屆               | 姓名             | 上任日期         | 卸任日期         | 備註                             |
| 第一代近江八幡市 | 第一代近江八幡市 | 第一代近江八幡市 | 第一代近江八幡市 | 第一代近江八幡市                 |
| ---------------- | ---------------- | ---------------- | ---------------- | -------------------------------- |
| 1                | 井上孫治郎       | 1954年4月        | 1958年4月        |                                  |
| 2                | 井上孫治郎       | 1958年4月        | 1962年4月        |                                  |
| 3                | 井上孫治郎       | 1962年4月        | 1966年4月        |                                  |
| 4                | 井狩貞之         | 1966年4月        | 1970年4月        |                                  |
| 5                | 井狩貞之         | 1970年4月        | 1974年4月        |                                  |
| 6                | 井狩貞之         | 1974年4月        | 1978年4月        |                                  |
| 7                | 井狩貞之         | 1978年4月        | 1982年4月        |                                  |
| 8                | 奧野泰三         | 1982年4月        | 1986年4月        |                                  |
| 9                | 奧野登           | 1986年4月        | 1990年4月        |                                  |
| 10               | 奧野登           | 1990年4月        | 1994年4月        |                                  |
| 11               | 玉田盛二         | 1994年4月        | 1998年4月        |                                  |
| 12               | 玉田盛二         | 1998年4月        | 1998年11月       |                                  |
| 13               | 川端五兵衞       | 1998年12月       | 2002年12月       |                                  |
| 14               | 川端五兵衞       | 2002年12月       | 2006年12月       |                                  |
| 15               | 冨士谷英正       | 2006年12月       | 2010年3月20日    | 與安土町合併為新設立的近江八幡市 |
| 第二代近江八幡市 |                  |                  |                  |                                  |
| 1                | 冨士谷英正       | 2010年4月25日    | 2014年4月24日    | 原近江八幡市市長                 |
| 2                | 冨士谷英正       | 2014年4月25日    | 2018年4月24日    |                                  |
| 3                | 小西理           | 2018年4月25日    | 2022年4月24日    |                                  |
| 4                | 小西理           | 2022年4月25日    | 現任             |                                  |
| 參考資料：       |                  |                  |                  |                                  |

## 交通

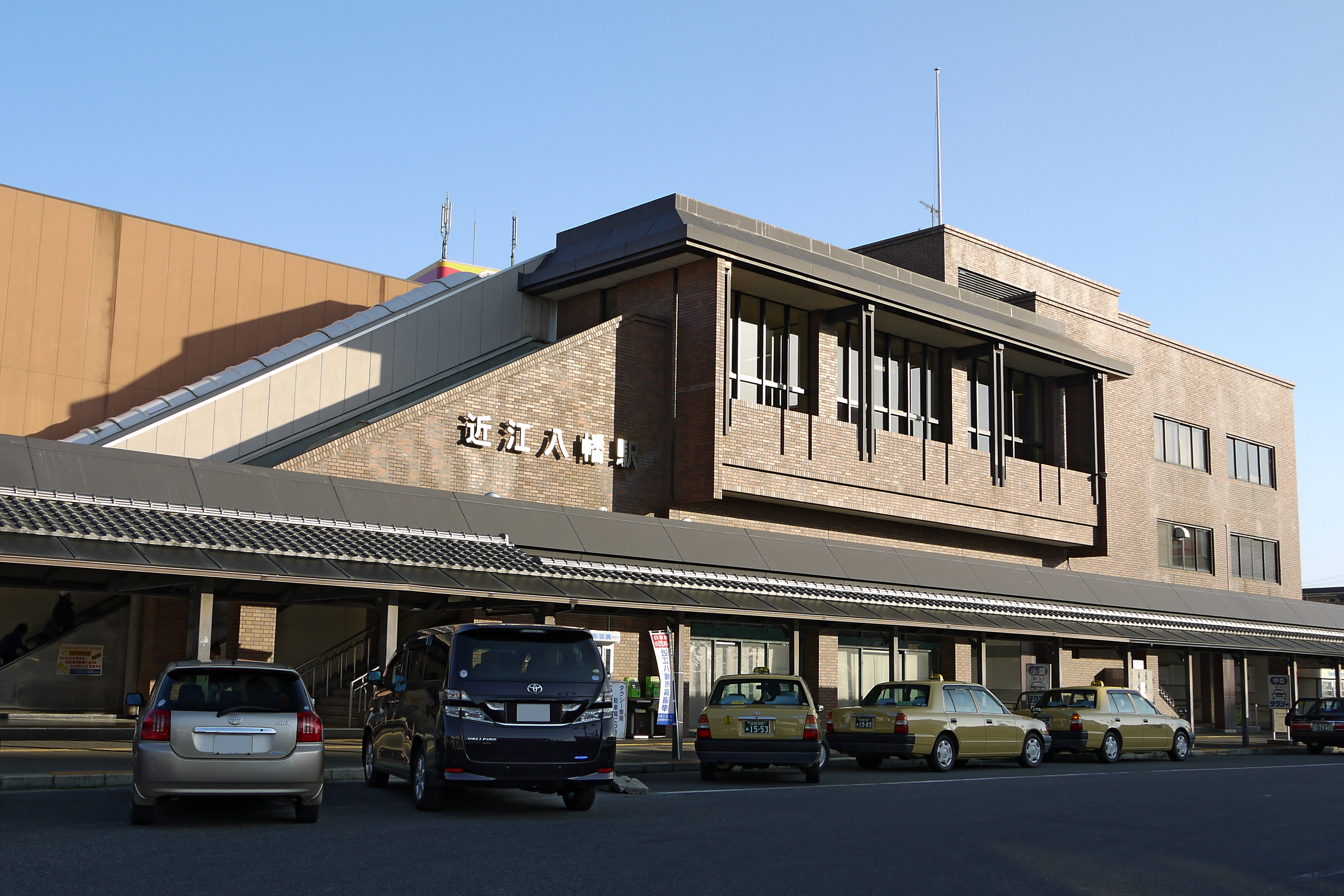
近江八幡車站

西日本旅客鐵道東海道本線通過轄區中部，以近江八幡車站為主要車站，同時近江鐵道也自近江八幡車站有八日市線往東南可進入東近江市的八日市地區。
轄內的客運路線主要也是由近江鐵道巴士所經營。

### 鐵路
- 西日本旅客鐵道
  - 東海道本線（琵琶湖線）：（←東近江市） - 安土車站 - 近江八幡車站 - 篠原車站 - （野洲市→）
- 近江鐵道
  - 八日市線：（東近江市） - 武佐車站 - 近江八幡車站

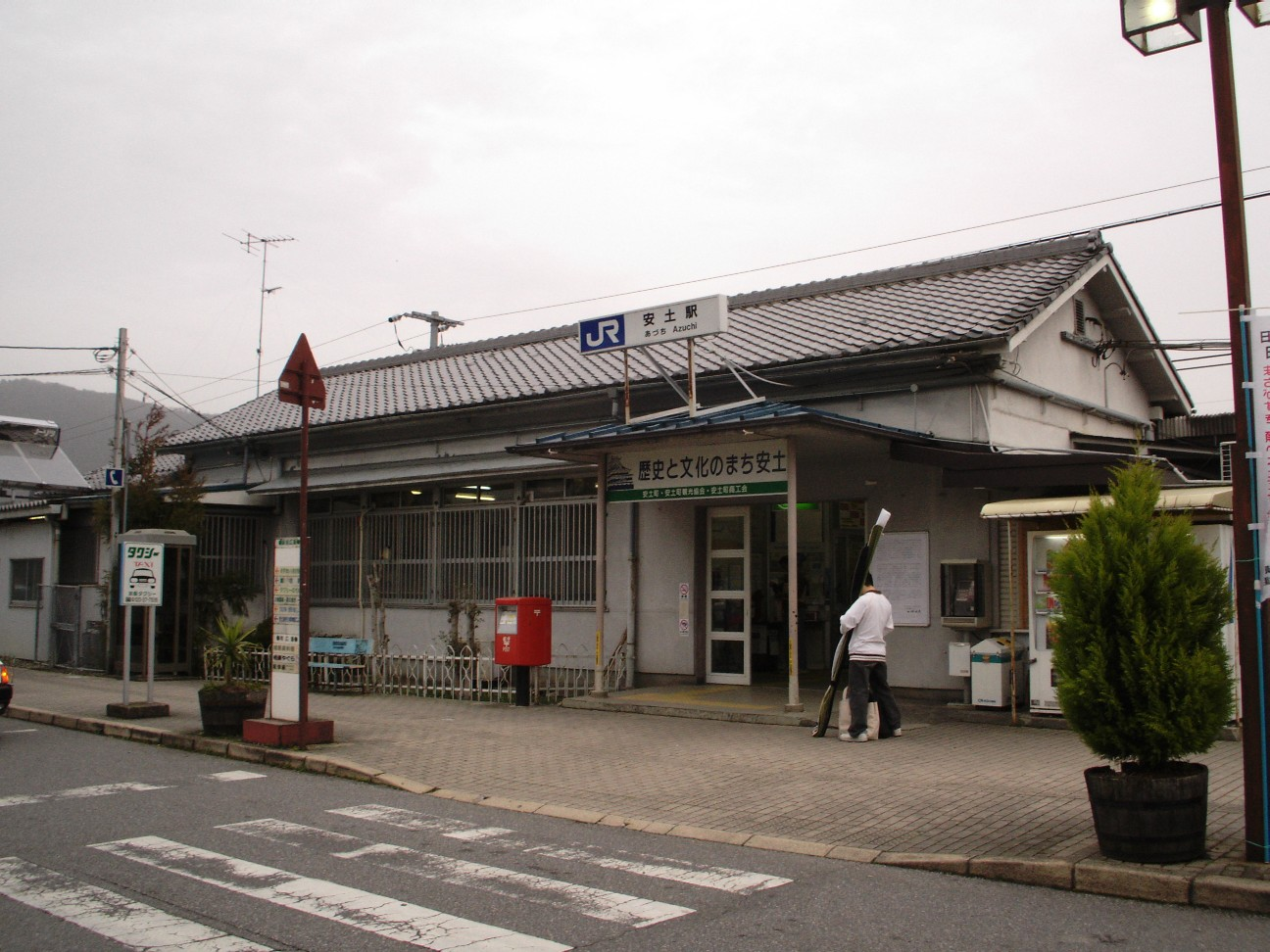
安土車站
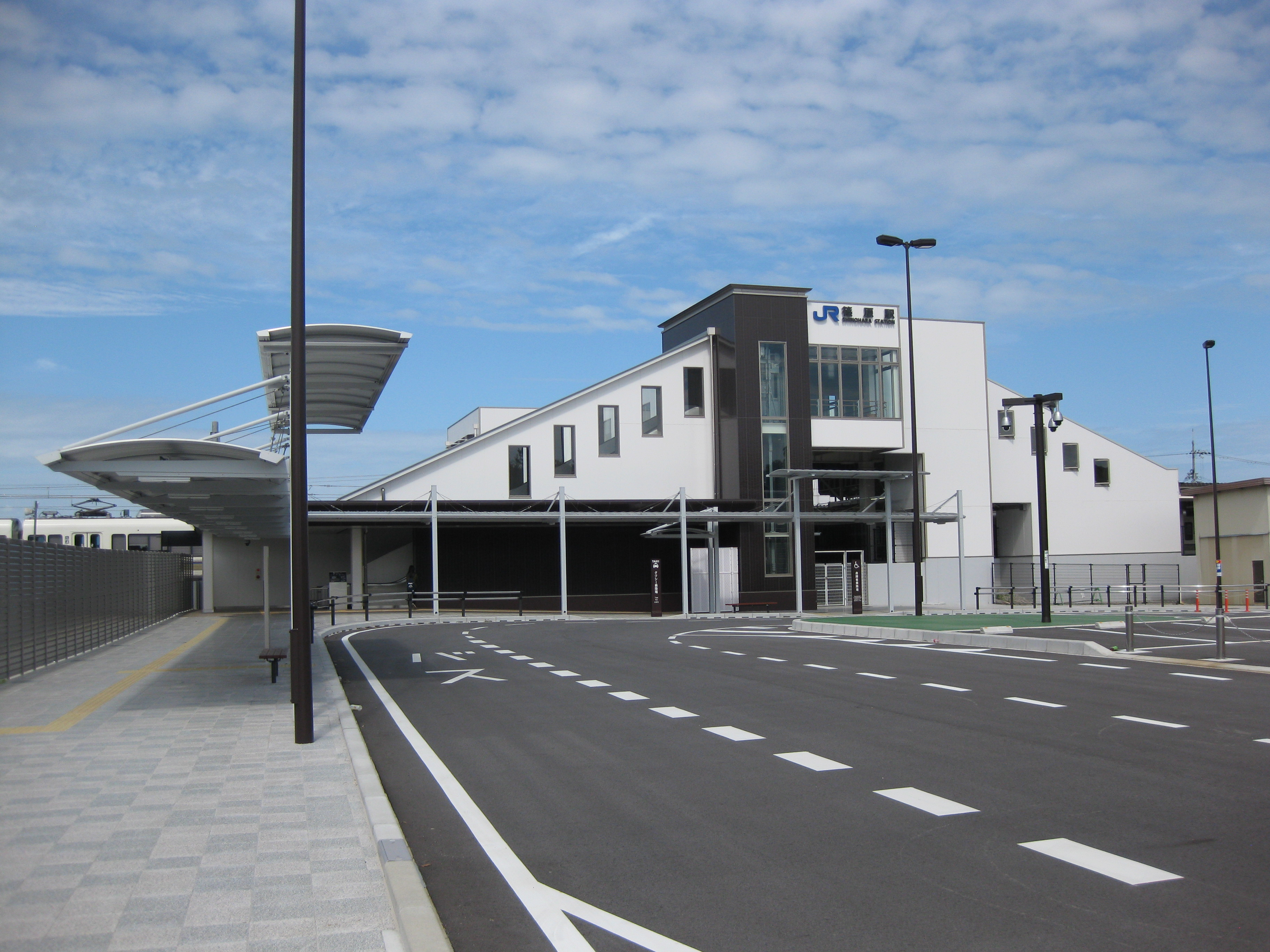
篠原車站

## 觀光
建於2世紀的日牟禮八幡宮過去為近江商人的信仰中心，其周邊包括八幡堀沿岸共13.1公頃的區域已被劃為近江八幡市八幡傳統的建造物群保存地區。
而在過去安土城遺址周邊有多個以安土城為主題的觀光設施，包括滋賀縣立安土城考古博物館、安土町城郭資料館及安土城天主信長之館。

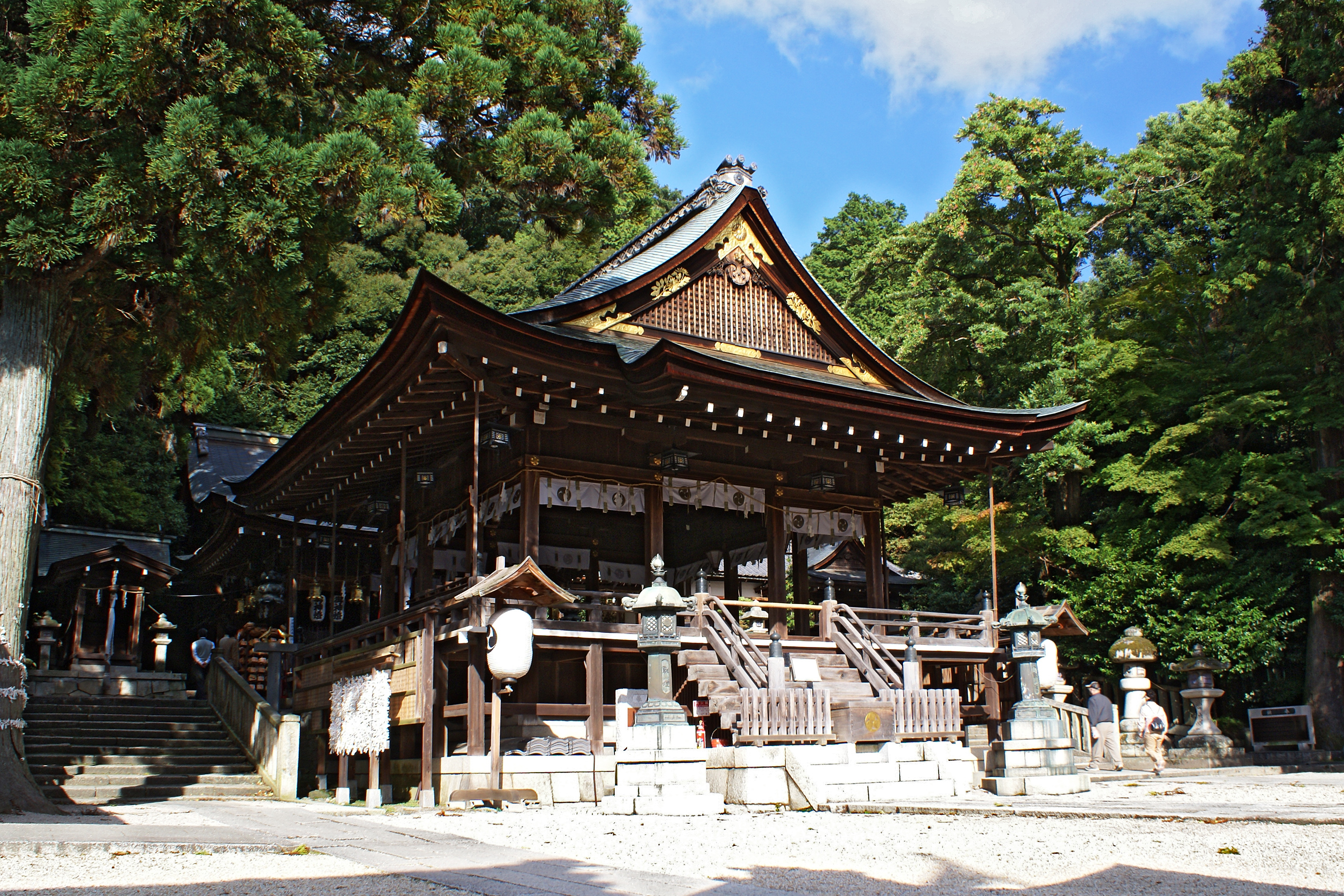
日牟禮八幡宮神社
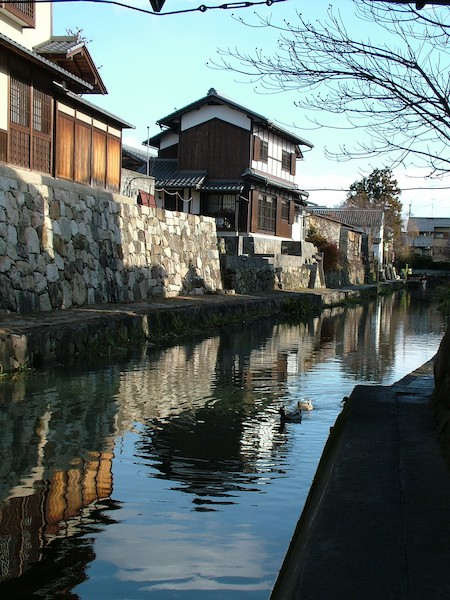
八幡堀
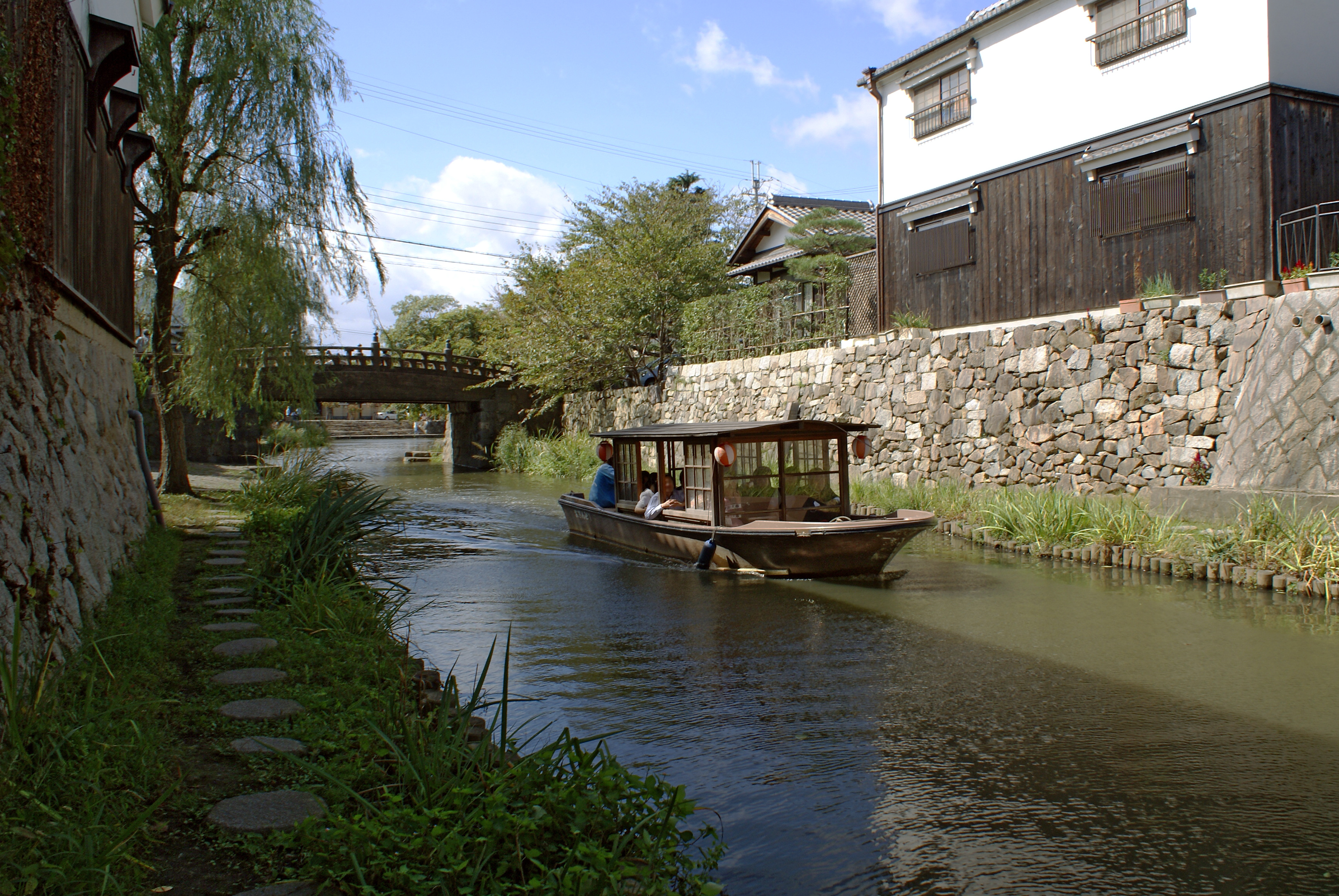
八幡堀
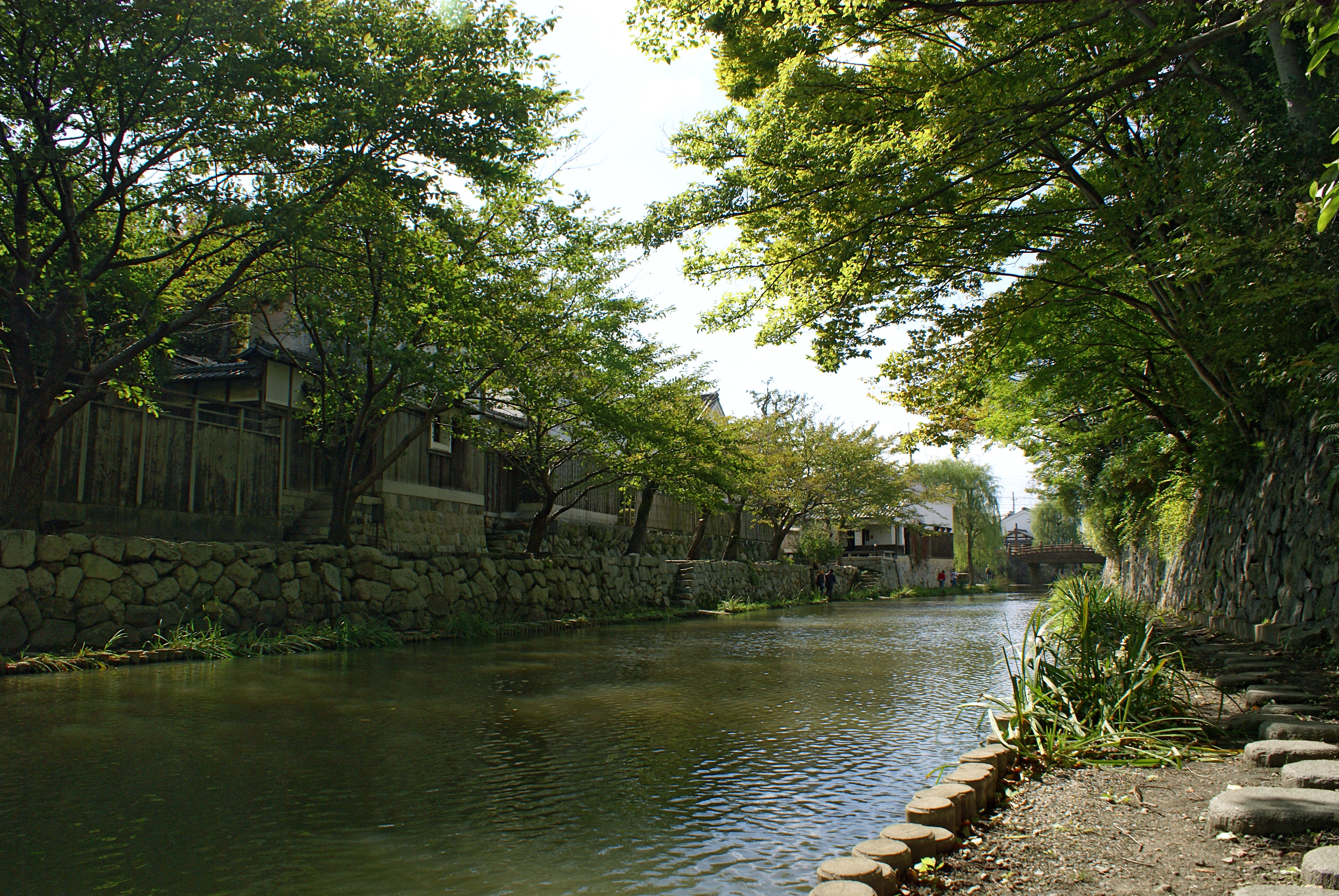
八幡堀
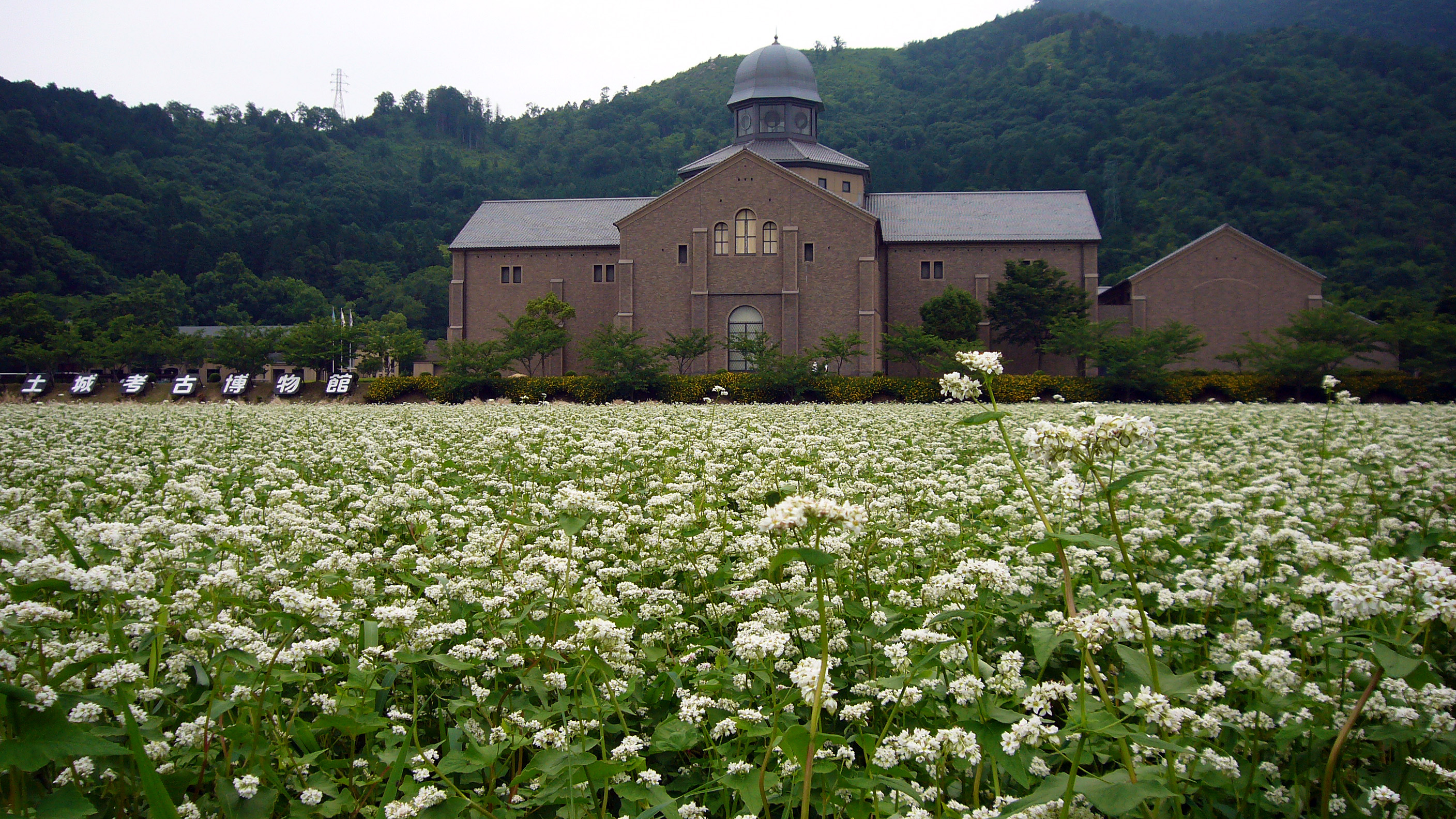
滋賀縣立安土城考古博物館
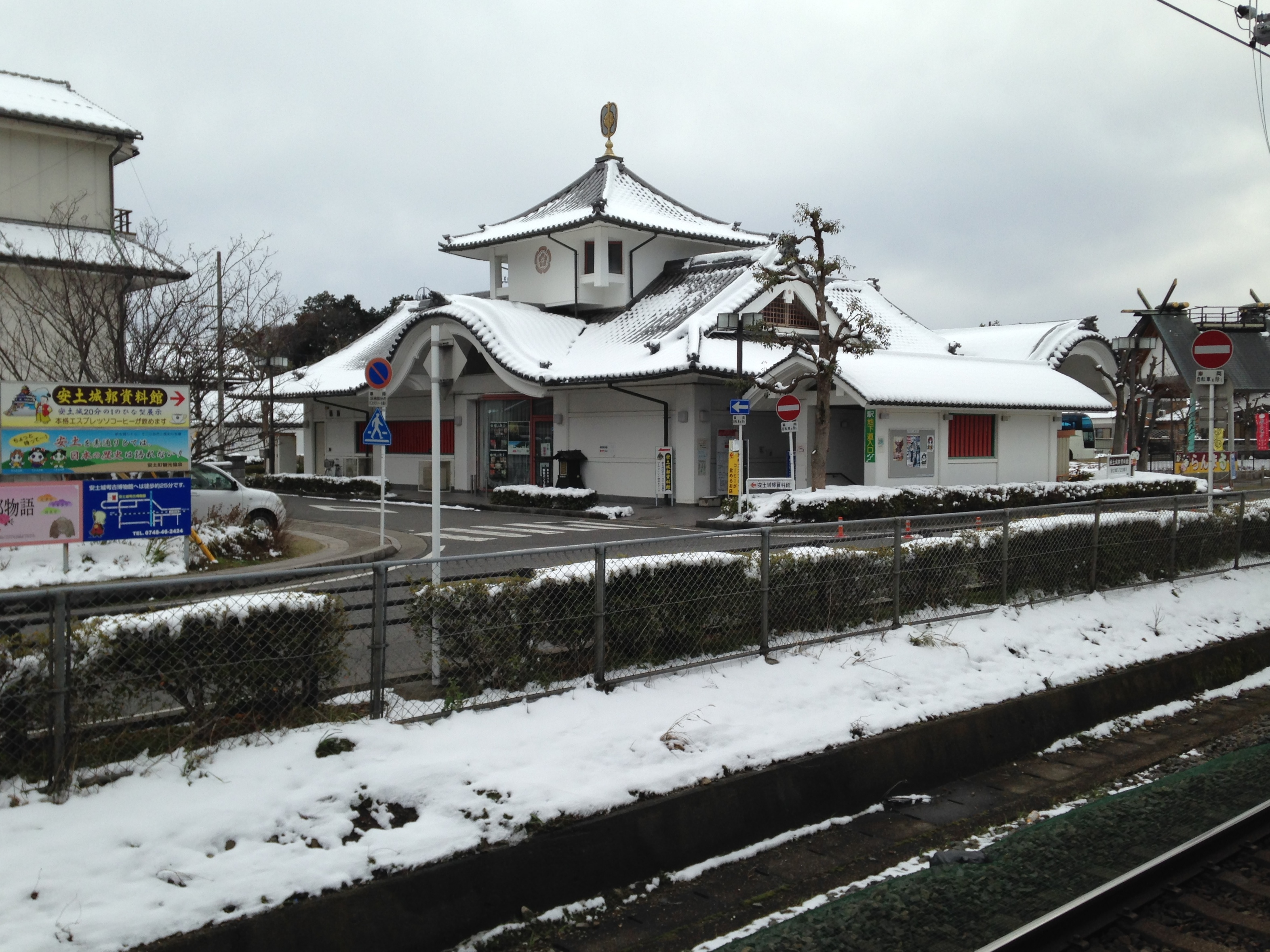
安土町城郭資料館

## 教育

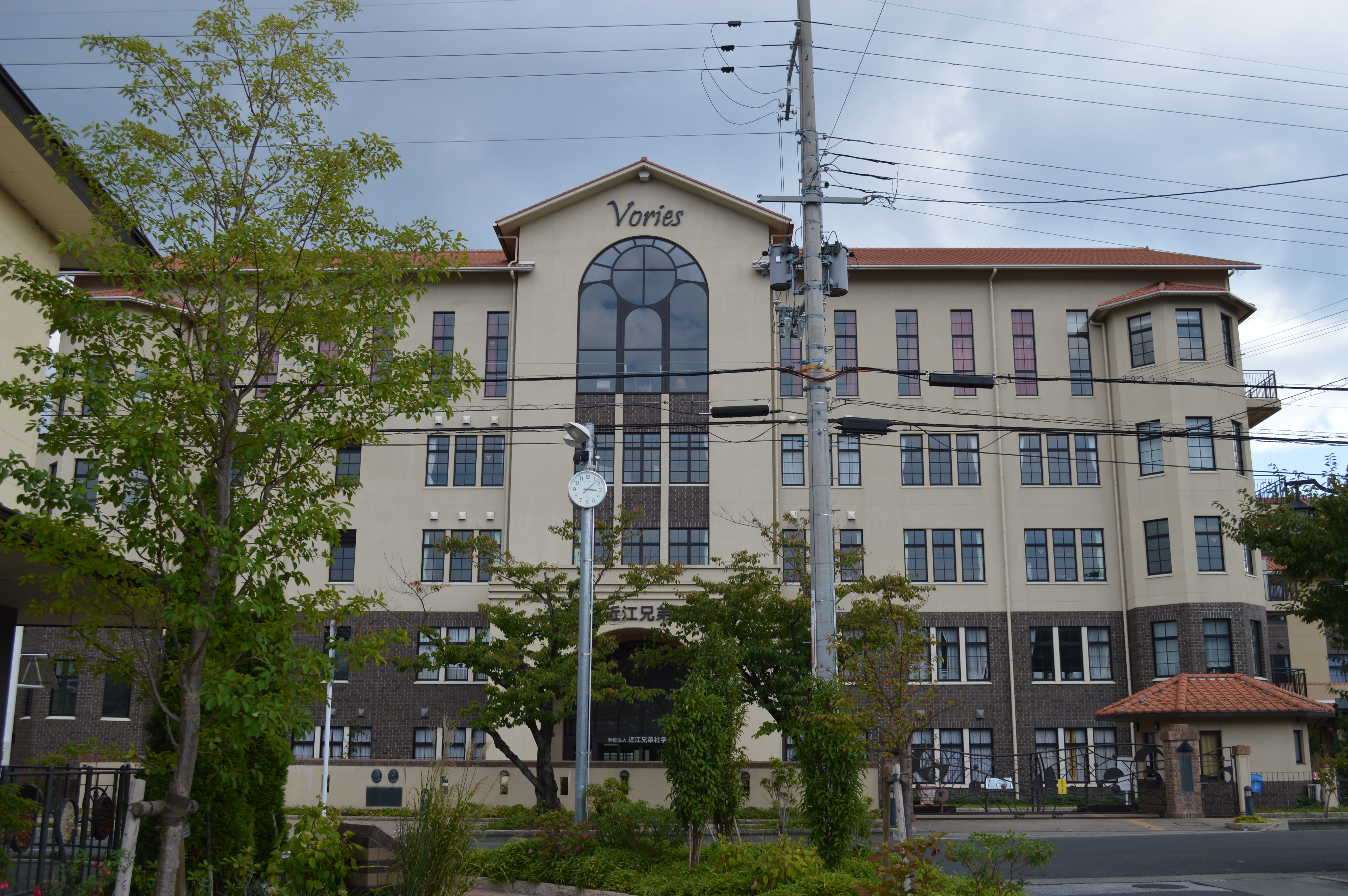
學校法人沃里斯學園

由近江兄弟社所主導的學校法人沃里斯學園在市內設立了大量的校，包括近江兄弟社中學校・高等學校、近江兄弟社小學校、近江兄弟社幼稚園及一系列的幼兒園、保育園、安親班。

## 姊妹、友好城市

### 日本
- 富士宮市（靜岡縣）
傳說過去的巨人大太法師從近江掘土填出了富士山，而近江掘土的地方也因此形成琵琶湖；兩地便在此傳說下開始交流，於1968年締結為夫婦都市。
- 松前町（北海道）
兩地於1984年締結為姊妹都市。
- 上之國町（北海道）
過去由安土町與其在1997年締結為姊妹都市，在安土町合併為近江八幡市後，兩地繼續締結為姊妹都市。

### 海外
- 大急流城（美國密歇根州肯特縣）
兩地於1986年締結為姊妹都市。
- 密陽市 （韓國密陽市庆尚南道）
兩地於1994年締結為姊妹都市。
- 萊文沃思（美國堪薩斯州萊文沃思縣）
萊文沃思為本地醫藥品企業近江兄弟社（日语：近江兄弟社）的創辦人之一梅瑞爾·沃里斯·希托沙亞納奇（英语：Merrell Vories Hitotsuyanagi）的出生地，兩地於1997年締結為兄弟都市。
- 曼托瓦（義大利伦巴第大区曼托瓦省）
兩地於2005年締結為姊妹都市。

## 外部連結
- （日語） 近江八幡市的Facebook專頁
- （日語） YouTube上的近江八幡市頻道
- （日語） 近江八幡市的Instagram帳戶